# Feather River
Feather River – główny dopływ rzeki Sacramento w północnej Kalifornii. Główny nurt rzeki ma około 117 km. Główny nurt rzeki rozpoczyna się w Lake Oroville, gdzie łączą się cztery dopływy: South Fork, Middle Fork, North Fork oraz West Branch Feather Rivers. Całkowita zlewnia wynosi ok. 16 000 km², z czego 9330 km² mieści się nad Lake Oroville.